# Bắn súng tại Đại hội Thể thao Đông Nam Á 1991

Bắn súng tại Đại hội Thể thao Đông Nam Á năm 1991 được tổ chức từ ngày 25 tháng 11 đến ngày 1 tháng 12 năm 1991 tại Fort Bonifacio, Manila, Philippines. Môn thi đấu này quy tụ các xạ thủ đến từ nhiều quốc gia trong khu vực Đông Nam Á, tranh tài ở các nội dung súng trường, súng ngắn, súng hơi, súng thể thao và bắn đĩa bay, bao gồm cả thi đấu cá nhân và đồng đội.
Có tổng cộng 32 nội dung tranh huy chương, trong đó 22 nội dung của nam và 10 nội dung của nữ. Kì đại hội này chứng kiến sự cạnh tranh quyết liệt giữa đoàn Thái Lan và chủ nhà Philippines. Thái Lan tiếp tục khẳng định sức mạnh ở môn bắn súng khi giành được 14 tấm huy chương vàng, đoàn chủ nhà Philippines đứng thứ hai với 10 huy chương vàng.

## Bảng huy chương
| Hạng               | Đoàn               | Vàng | Bạc | Đồng | Tổng số |
| ------------------ | ------------------ | ---- | --- | ---- | ------- |
| 1                  | Thái Lan (THA)     | 14   | 10  | 4    | 28      |
| 2                  | Philippines (PHI)  | 10   | 5   | 10   | 25      |
| 3                  | Việt Nam (VIE)     | 4    | 8   | 4    | 16      |
| 4                  | Malaysia (MAS)     | 2    | 3   | 5    | 10      |
| 5                  | Indonesia (INA)    | 1    | 3   | 3    | 7       |
| 6                  | Myanmar (MYA)      | 1    | 0   | 1    | 2       |
| 7                  | Singapore (SIN)    | 0    | 3   | 5    | 8       |
| Tổng số (7 đơn vị) | Tổng số (7 đơn vị) | 32   | 32  | 32   | 96      |

## Tóm tắt kết quả

### Nam
| Nội dung                      | Vàng                  | Vàng      | Bạc                 | Bạc   | Đồng                 | Đồng  |
| ----------------------------- | --------------------- | --------- | ------------------- | ----- | -------------------- | ----- |
| Súng trường hơi cá nhân       | Emerito Concepción    | 570 pts   | Samarn Jongsuk      | 568   | Abdul Mutalib        | 567   |
| Súng trường hơi đồng đội      | Philippines           | 1.685 pts | Indonesia           | 1.681 | Thái Lan             | 1.680 |
|                               |                       |           |                     |       |                      |       |
| Súng ngắn tự do cá nhân       | Soe Myint             | 545 pts   | Trần Văn Phiếm      | 541   | Carolino Gonzales    | 540   |
| Súng ngắn tự do đồng đội      | Thái Lan              | 1.693 pts | Malaysia            | 1.659 | Myanmar              | 1.692 |
|                               |                       |           |                     |       |                      |       |
| Súng ngắn hơi cá nhân         | Nooparat Ghoultan     | 573 pts   | Trần Văn Phiếm      | 570   | Sabiamad Abdul Ahad  | 568   |
| Súng ngắn hơi đồng đội        | Thái Lan              | 1.706 pts | Việt Nam            | 1.702 | Malaysia             | 1.684 |
|                               |                       |           |                     |       |                      |       |
| Súng ngắn thao diễn cá nhân   | Joel San Vicente      | 545 pts   | Tawat Kong-In       | 541   | Eric Ngo             | 540   |
| Súng ngắn thao diễn đồng đội  | Philippines           | 2.519 pts | Thái Lan            | 2.503 | Singapore            | 2.359 |
|                               |                       |           |                     |       |                      |       |
| Súng ngắn tiêu chuẩn cá nhân  | Peepa Promratana      | 573 pts   | Sabiamad Abdul Ahad | 563   | Đàm Cao Sơn          | 561   |
| Súng ngắn tiêu chuẩn đồng đội | Thái Lan              | 1.706 pts | Việt Nam            | 1.665 | Philippines          | 1.642 |
|                               |                       |           |                     |       |                      |       |
| Súng ngắn bắn nhanh cá nhân   | Trịnh Quốc Việt       | 576 pts   | Nathaniel Padilla   | 575   | Nguyễn Quốc Cường    | 575   |
| Súng ngắn bắn nhanh đồng đội  | Việt Nam              | 1.714 pts | Thái Lan            | 1.700 | Philippines          | 1.686 |
|                               |                       |           |                     |       |                      |       |
| Súng trường nhỏ cá nhân       | Nopparat Yamiaspradit | 576 pts   | Nguyễn Tấn Nam      | 575   | Bartolomeo Teyab     | 575   |
| Súng trường nhỏ đồng đội      | Thái Lan              | 3.354     | Việt Nam            | 3.338 | Philippines          | 3.331 |
|                               |                       |           |                     |       |                      |       |
| Súng trường tự do cá nhân     | Bartolomeo Teyab      | 586 pts   | Sanit Boonsiri      | 585   | Trương Anh Đông      | 582   |
| Súng trường tự do đồng đội    | Thái Lan              | 1.736 pts | Việt Nam            | 1.730 | Philippines          | 1.729 |
|                               |                       |           |                     |       |                      |       |
| Súng săn hành động cá nhân    | R. Martinez           | 22.44     | Panja Jitprasong    | 24.55 | Buhari Shaffi        | 29.78 |
| Súng săn hành động đồng đội   | Philippines           | 72.79     | Thái Lan            | 82.43 | Singapore            | 93.15 |
|                               |                       |           |                     |       |                      |       |
| Bắn đĩa bay Trap cá nhân      | Joey Valdez           | 219 pts   | Peter Lim           | 203   | Ricky Soon           | 203   |
| Bắn đĩa bay Trap đồng đội     | Philippines           | 407       | Singapore           | 401   | Malaysia             | 401   |
|                               |                       |           |                     |       |                      |       |
| Bắn đĩa bay Skeet cá nhân     | Kaw Fun Ying          | 215 pts   | Peter Lee           | 214   | Somchai Chachaeanich | 207   |
| Bắn đĩa bay Skeet đồng đội    | Malaysia              | 421       | Philippines         | 405   | Thái Lan             | 403   |

### Nữ
| Nội dung                                | Vàng                   | Vàng        | Bạc                  | Bạc   | Đồng              | Đồng  |
| --------------------------------------- | ---------------------- | ----------- | -------------------- | ----- | ----------------- | ----- |
| Súng trường hơi 10m cá nhân             | Shanti Dewi Pupradjono | 388 pts     | Ladamas Sarisut      | 384   | Đặng Thị Đông     | 374   |
| Súng trường hơi 10m đồng đội            | Thái Lan               | 1.129 pts   | Indonesia            | 1.127 | Malaysia          | 1.112 |
|                                         |                        |             |                      |       |                   |       |
| Súng trường 3 tư thế cá nhân            | Ladamas Sarisut        | 564 pts     | Đặng Thị Đông        | 558   | Catherine Sanchez | 550   |
| Súng trường 3 tư thế đồng đội           | Thái Lan               | 1.653       | Indonesia            | 1.642 | Philippines       | 1.633 |
|                                         |                        |             |                      |       |                   |       |
| Súng trường tiêu chuẩn nằm bắn cá nhân  | Đặng Thị Đông          | 595 (rec)   | Concepcion Samaniego | 587   | Thiranun Jinda    | 583   |
| Súng trường tiêu chuẩn nằm bắn đồng đội | Việt Nam               | 1.755 (rec) | Thái Lan             | 1.731 | Philippines       | 1.727 |
|                                         |                        |             |                      |       |                   |       |
| Súng ngắn thể thao 25 mét cá nhân       | Rampai Sriyai          | 570 pts     | Celina de Castro     | 566   | Nuris Melly       | 556   |
| Súng ngắn thể thao 25 mét đồng đội      | Philippines            | 1.689 pts   | Thái Lan             | 1.667 | Indonesia         | 1.664 |
|                                         |                        |             |                      |       |                   |       |
| Súng ngắn hơi cá nhân                   | Saiphin Yana           | 380 pts     | Khatijah Suratte     | 378   | Susan Aguado      | 374   |
| Súng ngắn hơi đồng đội                  | Thái Lan               | 1.117 pts   | Philippines          | 1.109 | Indonesia         | 1.108 |